# Tu viện Thánh Gall
Tu viện Thánh Gall (tiếng Đức: Abtei St. Gallen) là một cựu tu viện (747–1805) tại thành phố St. Gallen ở Thụy Sĩ. Đây là một công trình mang kiến trúc Carolus Phục hưng đã tồn tại từ 719 và trở thành một độc lập công quốc từ giữa thế kỷ thứ 9 đến 13, và trong nhiều thế kỷ là một trong những trụ sở tu viện dòng Biển Đức ở châu Âu. Tu viện Thánh Othmar thành lập ngay tại nơi Thánh Gall đã dựng lên ẩn thất của ngài. Thư viện Tu viện Thánh Gall là một trong những thư viện tu viện thời Trung Cổ lâu đời nhất trên thế giới. Thành phố St. Gallen có nguồn gốc là một khu định cư liền kề bên cạnh tu viện. Sau khi tu viện được hoàn tục vào khoảng năm 1800, nhà thờ cũ của tu viện đã trở thành một nhà thờ vào năm 1848. Kể từ năm 1983, toàn bộ khu vực còn lại của tu viện đã được UNESCO công nhận là di sản thế giới.

## Lịch sử